# تيتانات المغنيسيوم
تيتانات المغنيسيوم هو مركب كيميائي لاعضوي صيغته MgTiO3، ويوجد على شكل صلب أبيض؛ وهو ينتمي إلى مجموعة التيتانات.

## التحضير
يحضر المركب من تفاعل تيتانات الحديد مع أكسيد المغنيسيوم بوجود الكربون (الفحم).
{\displaystyle {\ce {FeTiO3 + MgO + C -> MgTiO3 + Fe + CO}}}

## الخواص
يوجد المركب في الشروط القياسية على شكل صلب بلوري أبيض، وهو عملياً غير منحل في الماء.

## الاستخدامات
يستخدم على هيئة عازل كهربائي في المكثفات الكهربائية وفي أجهزة الاتصالات.